# 河濱學校 (亞美達巴德)
河濱學校（英語：the Riverside School）位於印度古吉拉特邦亞美達巴德，是由吉蘭·貝兒·瑟吉於2001年創辦。學生數可達390人的小型學校（師生比為六比一），緊鄰於薩巴爾馬蒂河。目前此校七年級以下是使用自行開發的課程規劃。八到十二年級則遵循國際中學教育普通證書(IGCSE)的課綱。這所學校同時也是學校教育的研究中心，從2001年起，河濱學校便不斷的在校園中實驗最新的教學方式，因此也予人教育領域先驅學校的觀感。

## 創辦人
吉蘭·貝兒·瑟吉從亞美達巴德的印度國立設計學院畢業便創立了她自己的設計公司。她開始對教育產生興趣，是因為有一次她發現她的兒子所受到的教育並不理想，在學校的環境中沒有「選擇」的機會。每次兒子想要自主學習、偏離了課本的內容時，他的老師就會處罰他。瑟吉也發覺這樣的問題在印度大部分的學校也是相同情況。印度有兩億個孩子上學，但每年只有一千八百萬個大學生畢業，而且他們之中有九成離開學校時沒有習得任何的專業技能。
因為她是設計師出身，瑟吉認為在探討解答前，先確認哪個問題才是應該思索的方向。現在許多學生表現不良，常會被歸因於學生自己懶惰、失去興趣、或是老師不會教。然而上述的症狀只是問題的表象，最根源的問題在於課程和教學法並不夠啟發人心、跟學生並沒有相關性。瑟吉校長整合她設計思考方面知識融入教育現場經驗、讓學習與應用常識成為教學重點。

## 兼顧教學法 (The Both/And Approach)
河濱學校的老師認為，廿一世紀的成功關鍵，不僅需著重知識上的豐富，生活能力也需要培養，所以使用了兼顧教學法於教育之中。換句話說，學生不止是要精熟四則運算、生物或化學機制、古典詩詞等知識，但同時他也應該理解民主、受虐兒童、人權等社區中正在發生的問題。學校的教育者發覺當孩子著手參與、解決社區問題的同時，他們將能夠展現同理心、提升自信，並且更加精熟學科上的知識。
透過自行研發的「公民參與課綱」，河濱學校期盼學生們能夠在小學三年級起，便主動參與社區活動。這些活動並非課後進行，而是與課程整合的課堂活動。儘管學生自主而大量的與社區互動，河濱學校的平均學生成績仍在印度民間所舉辦的全國小學生能力評量（ASSET）中，大幅領先其他印度前十名學校的英語、數學以及自然科的成績。
河濱學校的教育哲學認為，在教育中最關鍵的不再培養最好的數學或科學人才，也不是打造最強壯或反應最快的學生，而越發重要的是讓學生學會傾聽同理、合作、適應變化的態度，以及團隊合作、解決問題、數位識讀(digital literacy)以及設計思考的技能。

## 校園建築特色
從2001年的十一位學生、一棟平房改造的教室開始，河濱學校就試圖創意地設計校園空間，不止是爲學生設計，同時也和學生一起設計校園。校園因此每個角落都有多元的用途。
例如：
1. 對年紀較小的低年級學生而言，每個教室內都配置了一間廁所，因為那是跟他們家中習慣相一致的，如此一來他們需要上洗手間時便能更輕易地進出。他們的教室之中有輕便低矮的塑膠椅與木桌，以便課程和學生的需求移動，甚至坐到教室外的庭院也可以。
2. 在學校從平房改建成教室的過程以來，瑟吉女士便經常派低年級學生到承包校園建設的建築之處，表達他們想要的學習空間是什麼樣子。在校園裡十分受學生歡迎的多功能八角涼亭(Gazebo)便是學生參與設計的成果。在午餐時間，八角涼亭是個舒適的用餐場地、也很適合展示學生作品、舉辦藝術展覽、或甚至整班的聚會。

## 關鍵階段架構(The Key-Stage Structure)
依照不同年齡的學習風格和偏好，河濱學校將學齡分成三個關鍵階段(Key Stages，簡稱KS)。
- 第1關鍵階段—知能（Aware）（幼稚園至二年級）：這個關鍵階段著重於讓孩子「覺察」周遭環境，當中的人、事、時、地、物，並且讓孩子開始發展了解複雜問題的框架，「看見改變的起點」（See the change）。
- 第2關鍵階段—啟能（Enable）（三年級至七年級）：這個關鍵階段著重於讓孩子「啟能」，開展經驗、與人接觸並且歸納結論，「成為改變的一份子」（Be the change）。
- 第3關鍵階段—賦能（Empower）（八年級至十二年級）：這個階段的學生已經是成熟的學習者。此時著重「賦權」給孩子，讓他們使用自身的技能和知識來解決問題，「主動引導世界的改變」（Lead the change）。

## 新3R信念(The Three Rs)
不同於傳統1825年，威廉·柯棣斯爵士所提出，學校教育基礎的「3Rs」，即閱讀(Reading)、寫作(wRiting)、以及算數(aRithmetic)。嚴格（Rigor）、關聯（Relevance）、和關係（Relationships）所代表的新3R，則是河濱學校中所有學習的基礎。
- 嚴格主旨在精熟某學科或技能，也就是進行多次練習直到做好—重複練習直到這件事已經直覺地成為學生自己行為表現中。
- 關聯重點在確定自己為何要進行這些活動的理由。它鼓勵學生和老師探討各個選擇背後的價值何在。
- 關係則是河濱學校價值體系的第三支柱。這個信念著重在建立學生、老師、行政員工、學習空間、其他更廣的社群，來幫助彼此欣賞所有群體的多元觀點，並作出成熟、充分討論下的選擇。

如下面這個2011-12六年級的學習活動「人體金字塔」的範例：
- 關聯：六年級的班上學生在當年二月時，覺得班上最不足的是分組合作的能力。他們決定要將「人體金字塔」作為適當的學習活動，透過全班一起練習，來演練團隊合作也同時檢討歷程。
- 嚴格：班上持續練習了一個星期，學習如何信任彼此、一同努力、相互支持以搭建一個成功的人體金字塔。他們邀請了兩位警局的專業體能教練指導班上學生。學生時常跌落，但也幫助彼此爬起來。
- 關係：班級學生之間的關係理所當然因為這次的學習有所成長。六年級的學生也在學校運動日當天開幕典禮上，表演了人體金字塔，也為這次的運動日其他之後的節目，設下「合作的運動家精神（collaborative sportsmanship）」基調。學生們分享他們學習成果給多元的觀眾，包含校內其他年級的學生，以及學生家長。他們也十分喜歡與來自警察局的專家與他們一同合作。

## 河濱學習標竿(Riverside Beacons of Learning)
1. 語言標竿：與世界互動
2. 邏輯/數學標竿：發展數字常識
3. 科學思考標竿：觀察與詮釋資料
4. 創意標竿：養育好奇心與心靈保健
5. 工藝標竿：工藝技巧的磨練
6. 人際/自我省思標竿：發展健康的心態以及欣賞他人

## 獲獎
1. 教育世界(Education World)所舉辦的古吉拉特邦最棒學校榜(Gujarat's Best Day School) [4]
2. 家長參與以及個人專注度兩項，得到全印度(All India Winner)的大獎。

## 發起計畫
1. 透過「aProCh」（每個孩子都是主人翁，「a Protagonist in every Child」的簡稱），河濱學校重新設計了亞美達巴德這座城市，讓它成為了印度第一個對孩童友善的城市。這個計畫現在已經散播到古吉拉特邦其他不同的城市。
2. 透過「全球孩童創意行動挑戰(Design for Change)」，河濱學校將設計思考帶到世界上。這個發起計畫已經散撥到全世界近40個國家共同響應。

## 外部連結
- Riverside School website （页面存档备份，存于）

23°05′10″N 72°36′23″E / 23.0860°N 72.6065°E